# Берля
Берля (устар. Берли) — река в России, протекает по Кайбицкому району Республики Татарстан. Правый приток реки Бирля.

## География
Река Берля берёт начало у деревни Плетени. Течёт на северо-восток по открытой местности. Устье реки находится ниже села Большие Кайбицы в 24 км по правому берегу реки Бирля. Длина реки составляет 17 км, площадь водосборного бассейна — 122 км².

## Данные водного реестра
По данным государственного водного реестра России относится к Верхневолжскому бассейновому округу, водохозяйственный участок реки — Свияга от села Альшеево и до устья, речной подбассейн реки — Волга от впадения Оки до Куйбышевского водохранилища (без бассейна Суры). Речной бассейн реки — (Верхняя) Волга до Куйбышевского водохранилища (без бассейна Оки).
Код объекта в государственном водном реестре — 08010400612112100002881.